# Sideral Linhas Aéreas

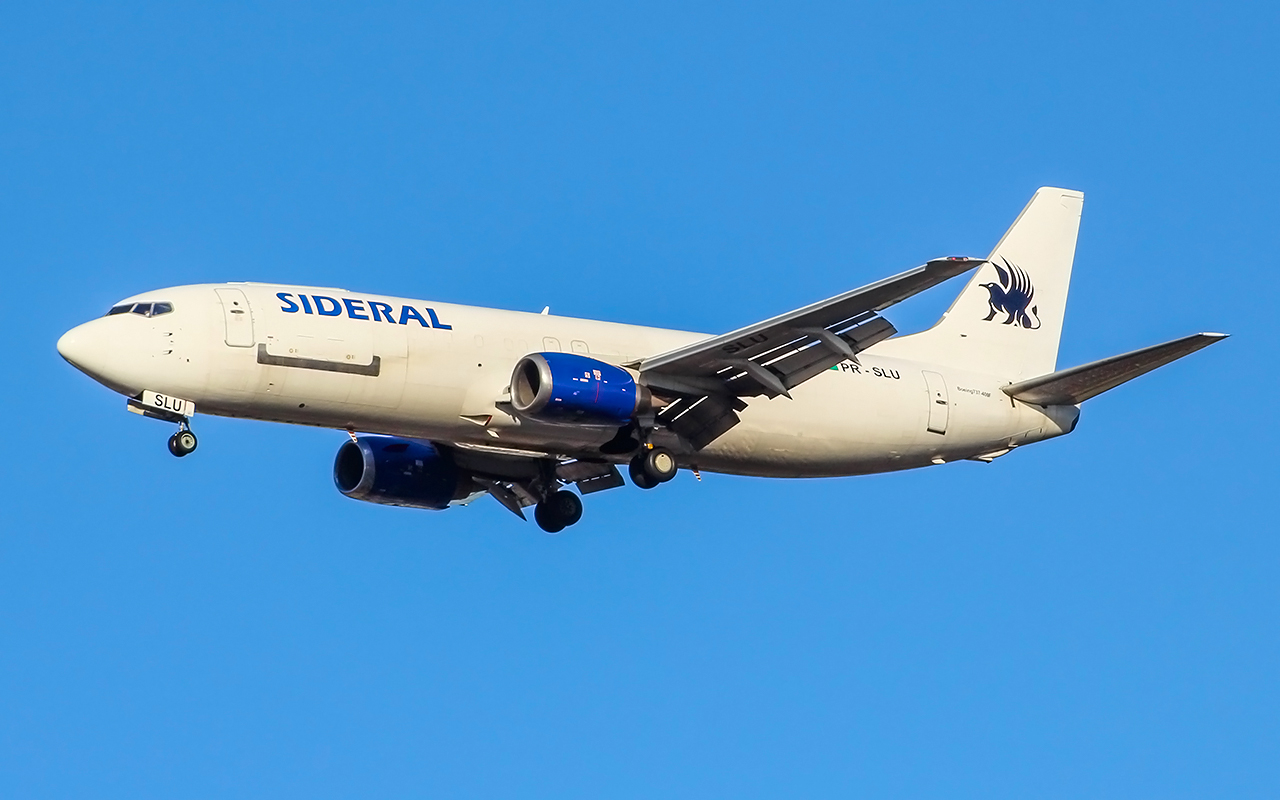
Boeing 737-4Y0(SF) PR-SLU - Sideral Linhas Aéreas pousando no Aeroporto Internacional do Recife/Guararapes - Gilberto Freyre

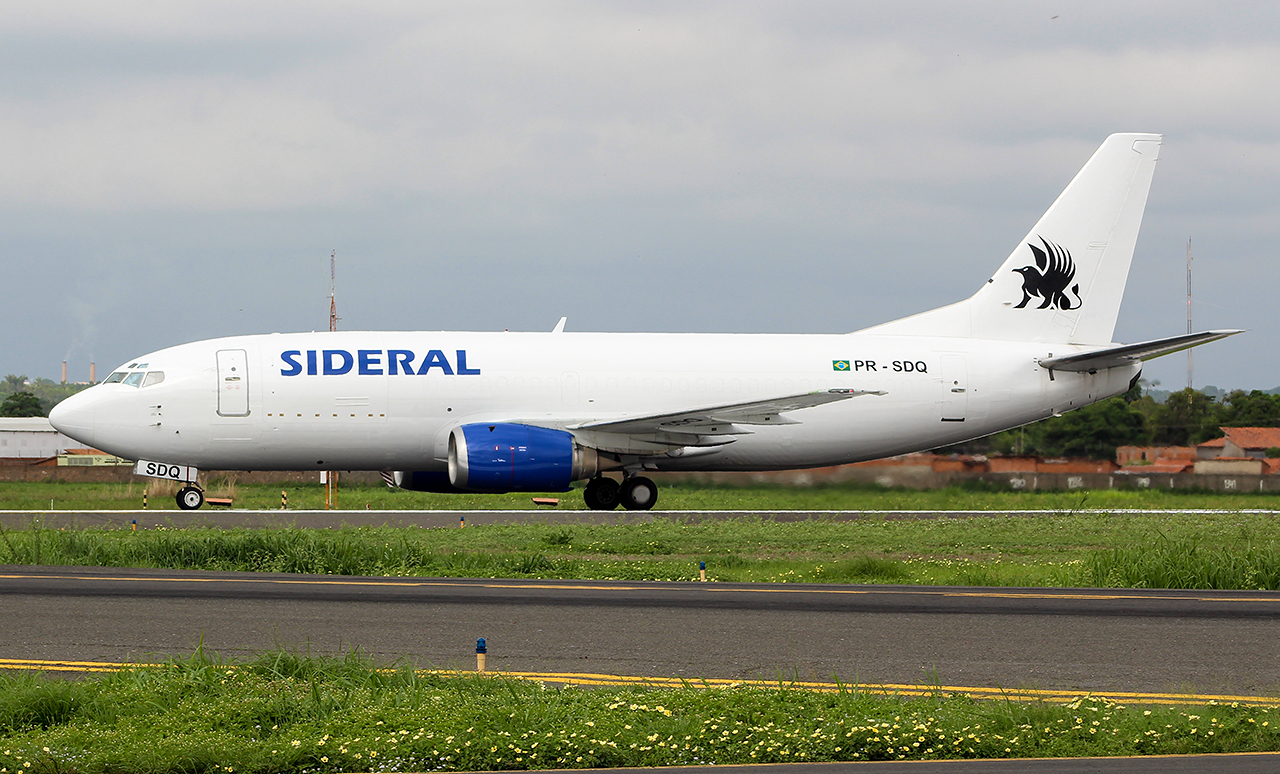
Boeing 737-3M8(BDSF) PR-SDQ Sideral Linhas Aéreas no Aeroporto de Teresina - Senador Petrônio Portella

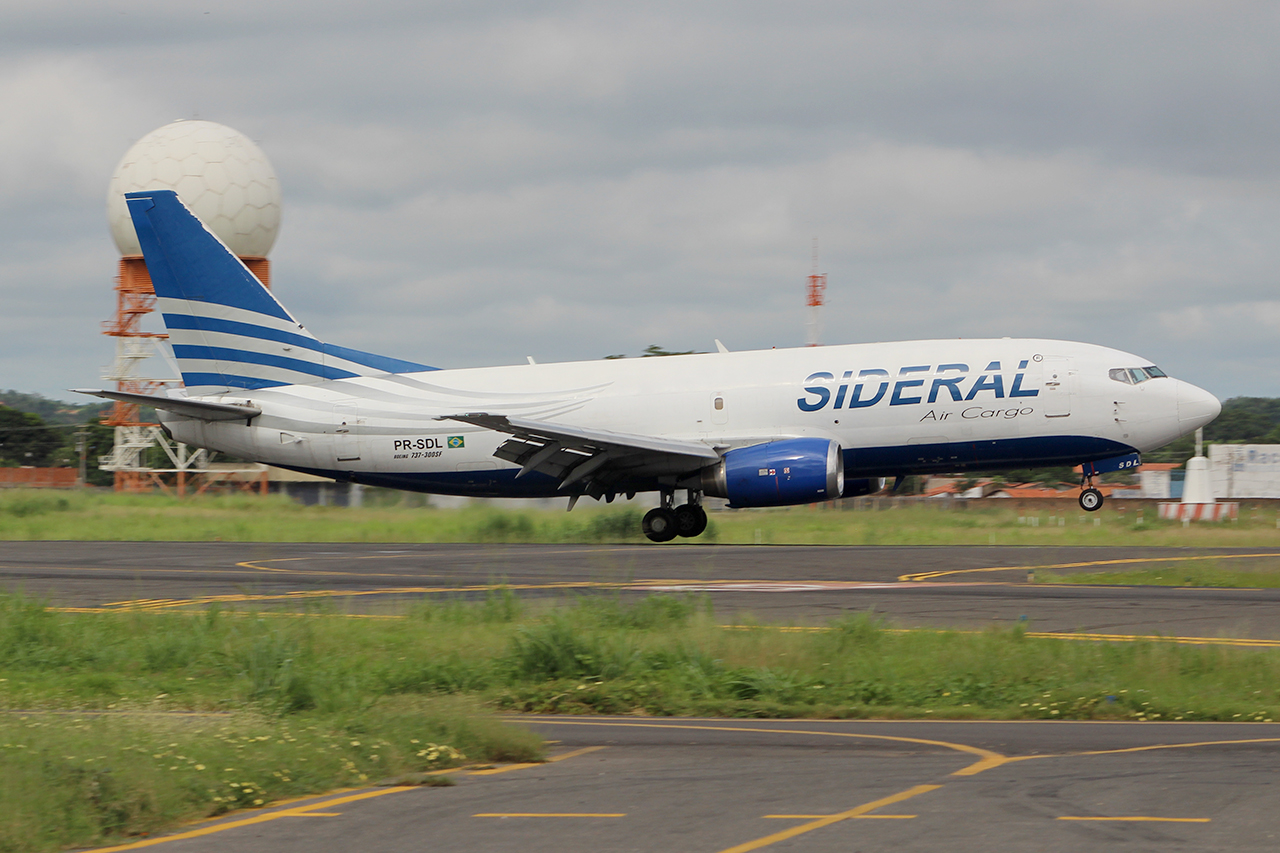
Sideral Linhas Aéreas Boeing 737-3S3(SF) PR-SDL no Aeroporto de Teresina - Senador Petrônio Portella

A Sideral Linhas Aéreas, anteriormente conhecida como Sideral Air Cargo, é uma empresa brasileira de transporte aéreo de passageiros e cargas com sede em São José dos Pinhais, localizada na Grande Curitiba, Paraná. Foi criada em 2010 como uma subsidiária do Grupo Econômico Expresso Adorno.

## Histórico
A Sideral foi fundada em 2010, e pertence ao Grupo Expresso Adorno, com sede em São José dos Pinhais - PR, começando como uma companhia aérea cargueira, Com o nome de Sideral Air Cargo. Atualmente opera voos da Rede Postal Noturna (RPN), serviço dos Correios que permite o envio de cargas aos destinos em menos de 24 horas, além de serviços de transporte de cargas em geral.
Em 2017, a Sideral efetuou leasing de algumas aeronaves da RIO Linhas Aéreas, que encerrou suas operações. Em dezembro do mesmo ano, a empresa recebeu homologação da ANAC para transportar passageiros, e atualmente conta com três aeronaves adaptáveis para essa finalidade em sua frota.
No dia 23 de agosto de 2018, recebeu um Boeing 737-500 (PR-SDH) para vôos comerciais e charters. A aeronave é configurada para apenas 50 passageiros, em configuração 100% executiva.
Em 2020, com a Abaeté Linhas Aéreas, recebeu autorização da Agência Nacional de Aviação Civil para operar voos regulares de passageiros.
Em 25 de janeiro de 2022, a companhia em parceria com o Correios apresentaram o primeiro avião com a marca da estatal, tendo o segundo, sido apresentado em 12 de abril do mesmo ano.
No mês de julho de 2023, a empresa concluiu a incorporação à frota do seu primeiro Boeing 737-800.
Em janeiro de 2024, a empresa fechou contrato de patrocínio com o São Paulo Futebol Clube,  o clube irá contar com 28 viagens em voos fretados ao longo da temporada 2024. O clube utilizara um modelo Boeing 737 Next-Generation e prevê redução de 15% dos gastos com deslocamentos em relação a 2023.

## Frota

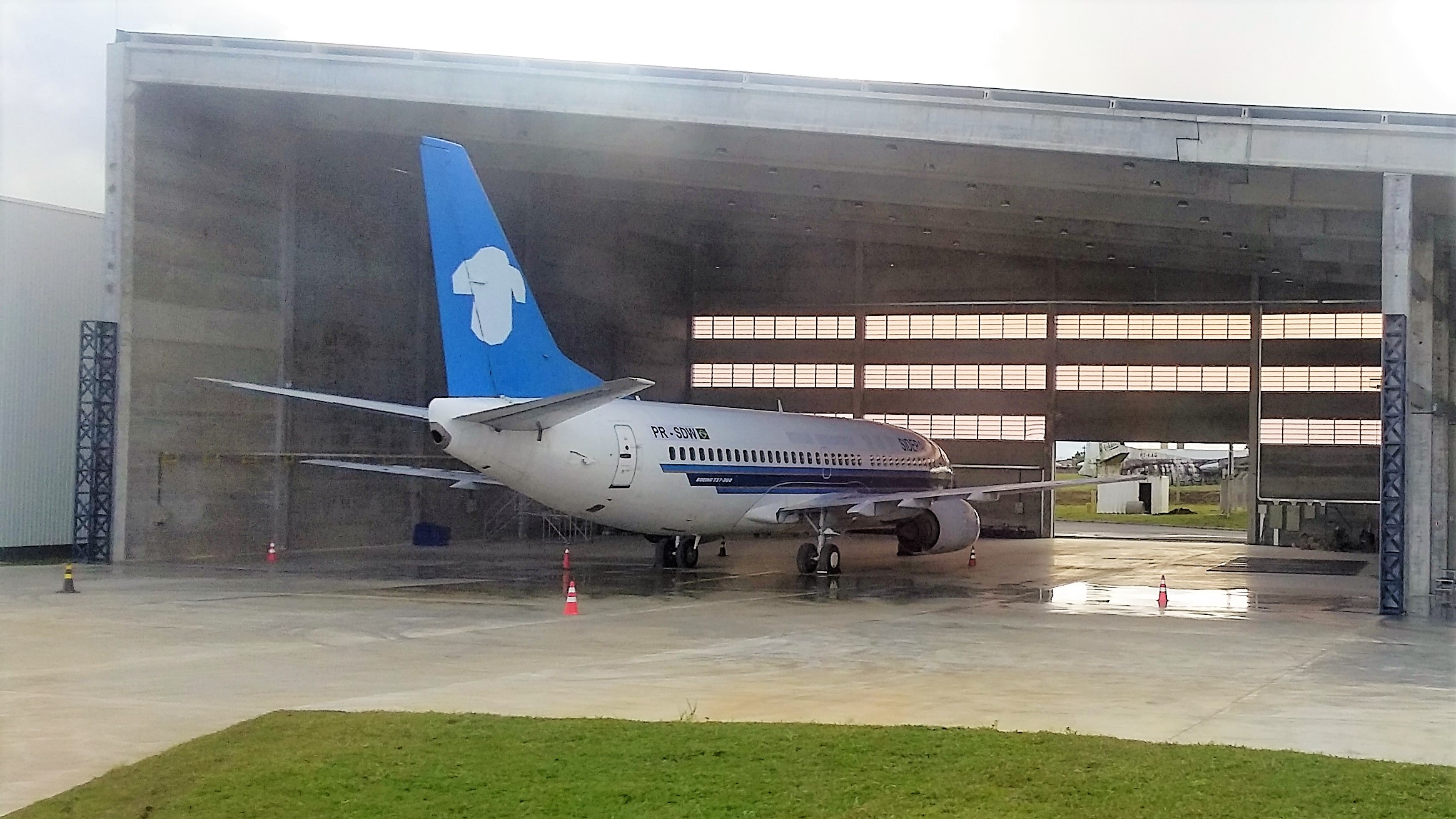
Boeing 737-300 (PR-SDW) no Aeroporto Internacional de Curitiba

A frota da Sideral consiste das aeronaves a seguir.
| Aeronave         | Atuais | Futuras | Histórico | Prefixos                                               |
| ---------------- | ------ | ------- | --------- | ------------------------------------------------------ |
| Boeing 727-200F  | —      | —       | 2         | PR-IOB e PR-IOC.                                       |
| Boeing 737-300   | 1      | __      | —         | PR-SDW                                                 |
| Boeing 737-300QC | 2      | —       | —         | PR-SDG, PR-SDO                                         |
| Boeing 737-300F  | 3      | —       | —         | PR-SDF, PR-SDL, PR-SDQ                                 |
| Boeing 737-400F  | 7      | —       | —         | PP-WSA, PR-SDJ, PR-SDM, PR-SDT, PR-SDU, PR-SDV, PR-SLU |
| Boeing 737-500   | 2      | —       | —         | PR-SDH, PR-SHE                                         |
| Boeing 737-800   | 1      | 1       | —         | PR-SLA                                                 |
| ATR 42           | —      | —       | 1         | PT-MFE.                                                |
| Total            | 15     | —       | 3         |                                                        |

## Ligação externa
- Site oficial da Sideral Air Cargo